# Saqueo de Marsella
El saqueo de Marsella fue perpetado por las tropas del rey Alfonso V de Aragón durante tres días, entre el 20 al 23 de noviembre de 1423. En el camino de vuelta a la península ibérica al finalizar su primera campaña mediterránea, Alfonso V atacó la ciudad de Marsella para vengarse de su adversario Luis III, conde de Anjou y Provenza. Este episodio, relativamente desconocido, es uno de los mayores desastres que sufrió la ciudad.

## El contexto geopolítico
La Casa de Anjou-Sicilia y la Casa de Aragón se disputaban la posesión de la totalidad del antiguo Reino de Sicilia. Desde las Vísperas Sicilianas la isla de Sicilia está bajo dominio de la Casa de Aragón, mientras que la de Anjou domina el reino de Nápoles.
El 6 de agosto de 1414 murió en Nápoles sin descendencia el rey Ladislao. Le sucedió su hermana Juana II, de unos cuarenta y cinco años y viuda del duque Guillermo de Austria. Reconocida como reina de Nápoles por el Papa Martín V y coronada el 28 de octubre de 1419 por el legado papal Morosini.
La corte de Nápoles estaba dividida en dos bandos. Uno liderado por el condottieri Francisco Sforza, pro genovés, y el otro, por el también condottieri, Giovanni Caracciolo, pro aragonés. Las acciones de Caracciolo enemistaron a la reina Juana II con el papa Martín V. Lo que aprovechó el bando pro genovés para conseguir transferir la corona a Luis III de Nápoles, hijo de Luis II. El pretendiente, con la ayuda de las galeras de Génova y Marsella, se dirigió al sur de Italia y llegó a Nápoles el 15 de agosto de 1420. Ante la amenaza de perder el reino Juana II demandó ayuda a Alfonso V de Aragón prometiéndole nombrarlo heredero. El rey de la corona de Aragón llegó con sus propias galeras a Nápoles sitiado por Luis III y liberó la ciudad. Pero el acuerdo entre Juana II y Alfonso V se rompió, debido a que este no se conformó con su posición de heredero al trono, sino que deseó tomar el poder inmediatamente. Por este motivo Juana II volvió a cambiar de alianzas y, el 21 de junio de 1423, adoptó a Luis III retornando a la donación del reino que la reina Juana I de Nápoles había firmado por Luis I. Este acto convirtió al rey de Aragón en enemigo implacable de la Casa de Anjou.
El Papa Martín V y Luis III acordaron con Filippo Maria Visconti, duque de Milán, reunir en Pisa una flota para atacar Nápoles. Esta amenaza, junto con la falta de apoyo en Nápoles y sabiendo de sus problemas con su primo el rey de Castilla, Juan II, en octubre de 1423, Alfonso V decidió volver a Aragón. Sabedor que la ciudad de Marsella esta parcialmente desarmada debido al apoyo a la campaña italiana de Luis III, decidió atacarla en el camino de vuelta.

## Marsella, en la víspera del ataque

### Un ataque anunciado
El gobierno municipal de Marsella era consciente de la amenaza que se cernía sobre la ciudad con la flota enemiga navegando a lo largo de la costa provenzal. Dicha flota de dieciocho galeras y doce naves había sido avistada en Niza y a continuación en Toulon. Marsella estaba prevenida. A partir de octubre, el tesoro de la abadía de San Víctor y las reliquias de San Luis de Anjou guardadas en el convento de los Hermanos Menores fueron puesta a buen recaudo.
Por desgracia, la ciudad sólo tenía para defender las murallas trescientos sesenta hombres mal armados. Pero el principal inconveniente fue que Marsella estaba desposeída de su flota. Luis III probablemente había llevado a Nápoles con él los mejores barcos. Por otra parte, los navíos que escaparon de la requisa probablemente habían regresado a puerto a ser desarmados para pasar el invierno.

### El sistema de defensa de la ciudad
La ciudad medieval se encuentra en su totalidad en la costa norte del puerto viejo. Se centra alrededor de las colinas de Saint-Laurent, Mills y los Carmelitas. Las murallas comenzaban cerca de la parte inferior de la avenida Canebière, seguían por el cours Belsunce, llegaban cerca de la Catedral de la Major y se unían a la torre Maubert, ahora gire rey Rene en el interior del Fuerte Saint-Jean. En la parte inferior del puerto pero fuera de las murallas de la ciudad se localizaba, en el lugar de la actual quai des Belges, el plan Fourmiguier dedicado a la construcción naval. El flanco sur de la ciudad al norte del puerto viejo no estaba protegida por murallas. Toda la costa sur del puerto antiguo pertenecía a la abadía de San Víctor, no fue urbanizada.
El sistema de defensa del puerto como podemos reconstruirlo a partir de los documentos de archivo se concentra alrededor de la entrada. La bocana del puerto de un centenar de metros constaba de dos partes bien diferenciadas. La parte sur de unos setenta metros estaba bloqueada por rocas más o menos al ras impidiendo el paso de los buques. Sólo la parte norte en una anchura de unos treinta metros permitía el libre paso. Para controlar dicho paso una cadena lo bloqueaba; pero la dificultad para extender una cadena de treinta metros llevó a dividirlo en dos canales a aproximadamente iguales. Probablemente se construyó una torre de madera en el medio; dos cadenas de quince metros permitían o impedían a voluntad el paso al puerto.

## El ataque y el saqueo de la ciudad
El sábado 18 de noviembre de 1423, los centinelas del mirador de Marseilleveyre y los de la Garde informaron de la llegada de la flota aragonesa a las proximidades de la ciudad. El 20 de noviembre, un primer contingente de soldados desembarcó en una cala al oeste de Saint-Victor, probablemente en la ensenada de los catalanes. El nombre es posterior, siglo XVIII, y por otra razón, en esta cala se establecieron pescadores catalanes después de la peste en 1720. Los aragoneses tomaron de la abadía de Saint-Victor y la capilla de Saint-Nicolas.
Los aragoneses atacaron por tierra la torre Maubert, mientras los barcos atacaban la entrada del puerto, cerrada por una cadena, en la que se había situado delante la nave de Bertrand Forbin para protegerla, pero fue embestida por cuatro galeras valeciano/aragonesas y hundida. A pesar de la feroz resistencia de los defensores, por último, la fortaleza cayó y los valencianos atacaron las naves fondeadas en el puerto. La nave del valenciano Romeu de Corbera, en la que también iba Joan de Corbera, a la cabeza de las otras galeras de la armada, rompió las cadenas que cerraban el puerto, entrando las naves valencianas. El día estaba avanzado y empezaba a anochecer. El conde de Cardona aconsejó detener el ataque y continuar al día siguiente, mientras que Joan de Corbera alertó del peligro de que el enemigo se reagrupara y recuperara lo ganado. El rey ordenó seguir el combate.
A continuación los valencianos atacaron la muralla del puerto, y cuando las defensas cedieron, atacaron la ciudad por la orilla norte, sin muros de protección.

Mapa de la ciudad de Marsella

### El saqueo de la ciudad
La orilla norte del puerto actual estaba reservado para el comercio, el atraque de buques de carga y la descarga de mercancías; está desprovista de murallas de protección. La gente se defendieron casa por casa, pero los aragoneses las incendiaron. El incendio fue avivado por un fuerte viento. El saqueo e incendio duró tres días. El rey dio órdenes de respetar a las mujeres. Los aragoneses devastado el convento de los Hermanos Menores de apoderarse del santuario y reliquias de San Luis de Anjou. A pesar de las precauciones tomadas para ponerlas en un lugar seguro, fueron descubiertas mediante alguna indicación a los saqueadores.
La ciudad privada de barcos, tropas y armas desplazadas para las operaciones en Nápoles sufrió un desastre. A pesar de la valentía de los habitantes, esta desventaja se agrava por la incapacidad de las autoridades para coordinar la acción de las milicias urbanas. El preboste de la ciudad, Arnaud de Villeneuve, caballero joven de veinte años, el primer mandatario Gaspard Ricavi (Señor de Fuveau) y el segundo fiduciario Gabriel Sarda parece que huyeron rápidamente la ciudad.

### Fin del saqueo
El 23 de noviembre, Alfonso V reagrupó sus fuerzas y las embarca hacia las islas de Friuli. De allí parte para Barcelona, llevando como trofeo las reliquias de San Luis de Anjou y las dos partes de las cadenas del puerto. Pero un temporal le obliga a entrar en el puerto de Palamós el 1 de diciembre. El 9 llega a Barcelona, pero no desembarcó y continuó el viaje a Valencia, pues quería estar más cerca de Castilla. Finalmente desembarcando en el Grao de Valencia el día 12.
Los infortunios de la ciudad no cesaron aun después de la retirada de los asaltantes ya que en la ciudad y sus alrededores continuaron los saqueos. El rector de Aix-en-Provence, Louis de Bouliers, vizconde Reillanne, llega un poco más tarde para detener finalmente el saqueo.

## El lento retorno de los habitantes
Los habitantes de Marsella tardaron en regresar a su ciudad. Dada esta renuencia, el 24 de mayo de 1426, la reina Yolanda madre de Luis III, da instrucciones a los habitantes que huyeron para regresar a su casa a realizar las reconstrucciones necesarias so pena de confiscación de sus bienes. El rey de Francia Carlos VII autoriza el transporte, libre de impuestos, de madera de Dauphiné para reconstruir las estructuras de las casas destruidas.
Aunque la caída del puerto de Marsella acentuó su declive como potencia marítima independiente, se recuperó uniéndose primero a Provenza y después al Reino de Francia.
La ciudad dio prioridad a la defensa de la misma mediante la compra de nuevas armas y artillería; para que ella se contrajo un gran préstamo con los banqueros de Aviñón. Para garantizar la seguridad de la entrada del puerto, se asignó una nave para guardar el paso y en 1425 se vuelve a instalar una cadena. La reparación de la torre Maubert resultaba demasiado cara, así pues el pivote defensivo del paso se transfierió delante de Saint Nicolas. No fue hasta más tarde en el reinado de Renato de Anjou, hermano de Luis III, que la torre fue reconstruida 1447-52 e incorporada al Fuerte Saint-Jean.
La ciudad de Marsella gastos especialmente en el equipo de sus buques para la guerra contra los buques de estos "perros catalanes". La audacia de sus grandes capitanes: botón no dudó en entrar en el puerto de Aigues-Mortes entonces parte del reino de Francia para capturar una nave de Colliure a riesgo de provocar una crisis diplomática entre Francia y la Provenza. Sin embargo Marsella confirma su apego visceral a la libre circulación entre la ciudad y el puerto; De hecho, el nuevo rector Astorge Peyre debió renunciar a la muralla en la primera fila de casas a lo largo del muelle norte del Puerto Vejo
Para vengar el grave daño causado al comercio aragonés, los aragoneses organizaron una expedición de castigo con desembarco en la desembocadura del Ródano y el asedio de Marsella, pero el gobierno del condado estaba en alerta y rechazó al enemigo. Finalmente se firma una tregua el 5 de junio de 1451. Una señal de la vuelta a la paz es la creación de un famoso tribunal, el tribunal de pescadores de Marsella. El comercio se fue recuperando gradualmente.

## Consecuencias

### En Marsella
La pérdida de las reliquias de San Luis conmovió profundamente a la gente comprometida en la memoria de este santo, sobre todo porque el traslado de sus restos, en presencia de su hermano el rey Roberto I de Nápoles, en el convento de los Hermanos Menores. Para recuperar estas reliquias, la ciudad mandó entre 1424 a 1431 numerosas representaciones a Alfonso V, al cardenal Pierre de Foix legado de Martín V, al mismo a Martín V y Carlos VII rey de Francia. Todos estos esfuerzos resultaron vanos. Las reliquias no serán restauradas, y solo parcialmente, una vértebra, hasta el 24 de junio de 1956. Siendo venerada en la iglesia agustina de Saint-Ferreol.

### En el Reino de Valencia

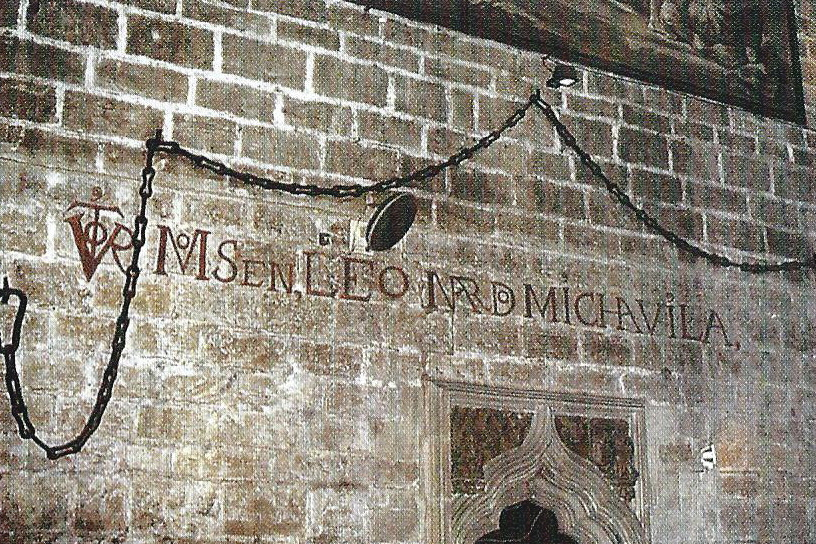
Cadenas que cerraban el puerto de Marsella en la Capilla del Santo Cáliz en la Catedral de Valencia.

La catedral de Valencia conservan como exvotos dos grandes trozos, de cincuenta y nueve y setenta metros, respectivamente, de las gruesas cadenas que cerraban el puerto, y un proyectil de los usados en la batalla. Las reliquias del santo también forman parte del tesoro de la catedral. El Alfonso V pidió dinero a la iglesia. En 1424 devolvió parte del dinero prestado y cedió parte de las reliquias. Dos años más tarde entrega el resto de las reliquias y deja en prenda el relicario por un valor de 30 000 sueldos.

### En la campaña de Alfonso V
El ataque sobre Marsella tuvo poco efecto sobre la marcha de la campaña. Pedro de Aragón, hermano del rey, se quedó en Italia para defender las posesiones, pero a pesar de sus esfuerzos, y la flota con tropas de refuerzo liderada por Fadrique de Aragón, el 1424 cayó Gaeta, y sólo controlaba el Castel Nuovo y el Castel dell'Ovo. El conde Fadrique de Aragón y Ramón de Perellós enviaron una escuadra que evacuó a Pedro de Aragón. Este resistía en Nápoles tras el fracaso de la campaña de Alfonso el Magnánimo. La flota siguió la costa hasta Génova, bloqueándola, e interviniendo en los puertos de Lestri, Bonifacio y Portofino. Gerba resultó imposible de conquistar por estar bien guarnecida, en cambio en los Querquenes la victoria fue completa y se consiguió un cuantioso botín.

### En español
- Cervera Pery, José.: El Poder naval en los reinos Hispánicos. Editorial San Martín. Madrid, 1992.
- Condeminas Mascarós, F.: La Marina Española (Compendio-Histórico). Barcelona. Editorial Apolo. 1923.
- Laurencín, Marqués de.: Los Almirantes de Aragón. Datos para su cronología. Establecimiento Tipográfico de Fortanet. Madrid, 1919.
- Montero Sánchez, Antonio.: Compendio de la Historia de la Marina Militar de España. Rivadeneyra. Madrid, 1900.
- Zurita, Jerónimo.: Anales de la Corona de Aragón. C. S. I. C. Institución ‹Fernando el Católico› Zaragoza, 1967. Facsímil de la Edición Príncipe de 1562 y la mejorada de 1585.

### En francés
- Édouard Baratier (dir.), Max Escalon de Fonton, François Salviat, Maurice Euzennat, Félix Reynaud, René Pillorget, Charles Carrière, André Villard et Michel Vovelle, Histoire de Marseille, Toulouse, Privat, coll. « Univers de la France et des pays francophones », 1990 (1re éd. 1973), 512 p. (ISBN 2-7089-4754-0).
- Édouard Baratier et Félix Reynaud (préf. Gaston Rambert), Histoire du commerce de Marseille : De 1291 à 1480, Paris, Plon, décembre 1951, 927 p.
- Raoul Busquet, Histoire de Marseille, Marseille, Jeanne Laffitte, 1998 (réimpr. 1977) (1re éd. 1945), 457 p. (ISBN 2-221-08734-8 et 2-86276-323-3)
- Marie-Claude Gerbet, L'Espagne au Moyen Âge : VIII°-XV° siècle, Paris, Armand Colin, 1992, 424 p. (ISBN 2-200-21141-4)
- Émile-Guillaume Léonard, Les Angevins de Naples, Paris, Presses universitaires de France, 1954, 575 p.
- Thierry Pécout (dir.), Martin Aurell, Marc Bouiron, Jean-Paul Boyer, Noël Coulet, Christian Maurel, Florian Mazel et Louis Stouff, Marseille au Moyen Âge, entre Provence et Méditerranée : Les horizons d'une ville portuaire, Méolans-Revel, Désiris, 2009, 430 p. (ISBN 978-2-915418-35-4)
- Marcelle-Renée Reynaud (préf. Marcel Pacaut), Le Temps des Princes : Louis II & Louis III d'Anjou-Provence 1384-1434, Lyon, Centre interuniversitaire d'histoire et d'archéologie médiévales- Presses universitaires de Lyon, coll. « collection d'histoire et d'archéologie médiévales », 2000, 208 p. (ISBN 2-7297-0657-7)